# 組織切片術
組織切片術（histotomy）是以生物組織為材料，處理為薄片，應用於玻片以適合顯微鏡觀察的技術，此為組織學發展的重要工具及方法。此技術伴隨著顯微鏡技術的發與玻片的製作技術改進而發展。组织切片（tissue slice）简称切片，则是以此技术制作的薄片或连同其玻片的成品。
組織切片術廣泛應用在生物學、醫學（病理學、傳染病學等）、農學（植物病理學）等領域。

## 切片的種類
生物學裡的切片是指將材料以工具（如刀片、切片機）切成適合以顯微鏡觀察的薄片之手續；或者完成此手續後的標本亦稱為切片。
常見的切片種類，依照材料的性質及處理方法有：徒手切片、木材切片、埋蠟切片、透明法、解離法、塗抹法等。若以較嚴格的定義來看，塗抹法所製成的玻片常被稱為抹片，解離法、透明法等製作的玻片標本亦不稱為切片。
依照玻片的保存性質可分為臨時片及永久片；若以使用工具及方式，則有徒手切片或使用切片機（microtome）。

### 臨時片與永久片
切片的材料有時不作永久之保存，或無法永久保存，則稱為臨時片。採用製作臨時片之原因，可能是因為材料無法永久保存，或是為了觀察方便，僅以簡單的方式處理材料。另外可能是採用的化學藥劑易變化，無法製成永久片。
另一個製作臨時片的原因是必須作活體觀察，利用的是組織或細胞能短暫時間內存活於玻片之中。例如花粉活性測試之製片。
永久片則是存留證據標本（玻片），作為研究的憑證。依據蔡淑華（1988）的概分，程序為
1. 收取材料。
2. 固定材料。
3. 切成薄片。
4. 染色。
5. 封片。

### 各種切片（植物）
下列的各種切片方法基本上屬於製作永久玻片的各種切片方法。切片前會因應材料特性要作某些處理，切片後，便進入染色及製片的階段。
- 徒手切片[4]：意即僅用雙手及刀片來切片的方法。若材料過小，可置於乾燥的通草髓中，再徒手切片。
- 木材切片[4]：木材由於質堅硬，不易進行切片，需要先裁取適當的大小（通常為0.5×0.5×4 厘米，適於切片機的大小）以煮沸法去除材料中的氣體，再將材料軟化（軟化劑如甘油、三甘醇），軟化後的材料再以切片機進行切片。
- 埋蠟切片[4]：將材料埋於蠟塊中，再連同蠟塊一同切片，切片完再將材料裡的石蠟去除的方法。

## 製作方法
通常製片的程序為：材料製備（脫水、清理、浸潤）、固定、包埋、切片、染色等。